# Бец, Франц
Франц Бец (иногда Франц Бетц) (нем. Franz Betz; 19 марта 1835, Майнц — 11 августа 1900, Берлин, Германия) — немецкий оперный певец (бас-баритон).

## Биография
Франц Бец родился 19 марта 1835 в городе Майнце.
Обучался пению в городе Карлсруэ. Дебютировал на сцене Придворного театра Ганновера в опере Вагнера «Лоэнгрин», после чего выступал в различных театрах Германии. В 1859 году, успешно выступив в Берлинской придворной опере в «Эрнани» Верди, вошёл в состав её труппы, где оставался до 1897 года. Уход Беца из театра был отмечен присвоением ему почётного звания «Каммерзенгер» Берлинской оперы.
Был женат на оперной певице (колоратурное сопрано) Йоханне Бец (1837—1906).

## Творчество
Первый исполнитель партии Ганса Сакса в опере Вагнера «Нюрнбергские мейстерзингеры» и Вотана в «Золоте Рейна» и «Валькирии» на премьере полного цикла «Кольцо Нибелунга». В роли Сакса Бец выступил на сцене более ста раз, и стал ассоциироваться преимущественно с этим персонажем.
В мае 1872 года вместе с тремя другими певцами исполнял Девятую симфонию Бетховена на церемонии закладки первого камня в фундамент Байройтского фестивального театра.